# مقاطعة عبادان
مقاطعة عبّادان (بالفارسية: شهرستان آبادان) هي إحدى مقاطعات إيران وتقع في محافظة خوزستان. مدينة عبّادان هي عاصمة هذه المقاطعة. حسب إحصاءات المركز الرسمي للإحصاءات الإيرانية في 2006 كان يسكن مقاطعة عبادان 275,126 شخص وكان عدد المساكن 58,870 وحدة سکنية. تنقسم هذه المقاطعة إلی بلدتين: البلدة المركزية وبلدة قصبة النصّار. للمقاطعة مدينتان : عبادان وقصبة النصّار.